# Pliciloricus hadalis
Pliciloricus hadalis är en djurart som beskrevs av Kristensen och Shirayama 1988. Pliciloricus hadalis ingår i släktet Pliciloricus, och familjen Pliciloricidae. Inga underarter finns listade i Catalogue of Life.